# Domenico Flabanico
Domenico Flabanico – doża Wenecji w latach 1032–1043.
Przywódca opozycji wobec doży Ottona Orseolo w latach 20. XI wieku. W 1030 uszedł do Konstantynopola.